# ひめゆりの塔 (1953年の映画)
『ひめゆりの塔』（ひめゆりのとう）は、1953年（昭和28年）1月9日公開の日本映画である。東映製作・配給。監督は今井正。モノクロ、スタンダード、130分。
沖縄戦で看護婦として前線に立ったひめゆり学徒隊の悲劇を描いた戦争映画。戦争批判とセンチメンタリズムが盛り込まれた作品は配給収入1億8000万円という大ヒットを記録し、倒産の危機にあった東映を救った。第27回キネマ旬報ベスト・テン第7位。1982年（昭和57年）に同脚本・同監督によりリメイク版が公開された。

## あらすじ

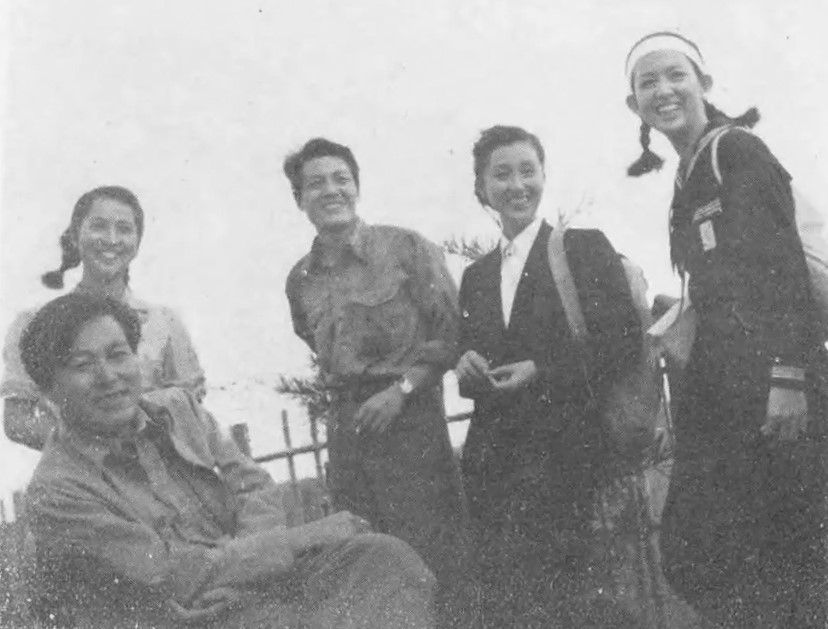
撮影現場にて。手前は監督の今井正。後方、左から、香川京子、岡田英次、津島恵子、関千恵子。

1945年（昭和20年）3月、米軍が沖縄上陸作戦に着手するなか、艦砲射撃と艦載機の機銃掃射が続く沖縄。ひめゆり部隊と呼ばれ陸軍病院に配属された女子学生たちは、黙々と任務を遂行していく。卒業式も壕のなかで行われる。いよいよ米軍が迫ってくるなか、軍はいち早く退却。女子学生たちは丸腰で逃げ続けるしかなかった。

## キャスト
- 宮城先生：津島恵子
- 玉井先生：岡田英次
- 平良先生：信欣三
- 南舎監長：石島房太郎
- 照垣先生：殿山泰司
- 仲栄間先生：河野秋武
- 徳田先生：春日俊二
- 橋本先生：神田隆
- 奥里書記：南川直
- 山岡部長：清水元
- 上原文：香川京子
- 上原チヨ：市村雅子
- 久田淳子：関千恵子
- 尾台ツル：小田切みき
- 花城露子：岩崎加根子
- 安座間京子：徳永街子
- 知念トシ：大和田絢子
- 滝ヨシ：魚住純子
- 小谷初子：川口節子
- 安富良子：渡辺美佐子
- 諸見里キヨ：岡野真樹子
- 嘉敷米子：北條美智留
- 嘉浦春子：楠侑子
- 垣花浩子：清水栄子
- 安里恒子：坂口寿美子
- 前山静：松井博子
- 比嘉清：牧幸子
- 山室芳子：長谷川菊子
- 山城福子：片岡藍子
- 棚田キミ：福田昭子
- 生徒：阿部和加子
- 生徒：相馬百合子
- 生徒：杉田弘子
- 大高見習士官：原保美
- 佐々木軍医長：加藤嘉
- 岡軍医：藤田進
- 山根軍医：林孝一
- 軍医：清村耕司、土屋嘉男[注釈 2]
- 大城婦長：原泉子
- 仲里看護婦：薄田つま子
- 看護婦：山本みどり、三井あき子
- 兵士：武内亨、穂積隆信
- 安里ルリ：利根はる恵
- 尾台ツルの母：戸田春子
- 父兄：森野五郎
- 山里の父：島田敬一
- 花城カメ：田中筆子
- 父兄：原緋紗子
- 老婆：柳文代
- 田中栄三
- 梅子：山本和子
- 傷病兵：灰地順

## スタッフ
- 監督：今井正
- 製作：大川博
- 企画：マキノ光雄、伊藤武郎
- 脚本：水木洋子
- 撮影：中尾駿一郎
- 照明：平田光治
- 録音：岡崎三千雄
- 美術：久保一雄
- 監督補佐：村山新治
- 編集：河野秋和
- 音楽：古関裕而

## 作品解説
作品は、東映のプロデューサーマキノ光雄が周囲の反対を押し切り、「俺は、右でも左でもない。大日本映画党だ」と言い放って、左翼系の映画人だった今井正監督を起用して製作された。配給収入は1億7659万円で、1952年度（1952年4月 - 1953年3月）の興行成績で第1位となる大ヒット作となった。
沖縄は米軍に占領されていたため沖縄ロケは出来ず、撮影所の野外セットと千葉県銚子市の海岸でのロケで撮影されたが、原作の石野径一郎著『ひめゆりの塔』はもちろん、仲宗根政善著『沖縄の悲劇』、沖縄タイムス掲載『沖縄戦記』などの資料を駆使し、波平暁男ら沖縄民謡の編曲、舞踊振付の専門家を付けて製作された。
円谷英二が特撮を手掛けたとされるが、本作品では特撮関連のクレジット表記がなく、詳細は明らかになっていない。
出演者の土屋嘉男によれば、劇団俳優座の研究生として土屋のほか、安井昌二、宇津井健、仲代達矢らが傷病兵役で出演していた。土屋は、仕事というよりも映画の勉強をさせてもらったといい、土屋自身は遊び感覚であったという。

## 受賞
- 第27回キネマ旬報ベスト・テン 第7位
- 第4回ブルーリボン賞 監督賞、企画賞（伊藤武郎）
- 第1回菊池寛賞（水木洋子）

## 関連作品
- ひめゆりの塔 (1982年の映画)：監督：今井正
- ひめゆりの塔 (1995年の映画)：監督：神山征二郎